# 보글보글 히어로 2
《보글보글 히어로 2》는 대만의 로나이소프트에서 개발한 게임으로 버블버블 2 히어로라고도 불리는 게임이기도 하다. 1999년에 만들어진 게임이며 대만과 중국에선 용자 포포룡(勇者 泡泡龍)이란 이름의 용감한 버블이란 단어로 출시되었다. 4명의 공룡들이 주인공인 게임이며 버블보블과는 유사한점이 많지만 공룡이 4명인것과 여성공룡이 2명이 추가된것등의 차이점이 있다. 국내에선 보글보글 99로 출시되기도 하였으나 흔히 보글보글 히어로 2로 부른다. 또한 2명이서 플레이를 하는 것이 가능한 게임이다.

## 게임상의 줄거리
주인공인 초록공룡과 그의 여동생인 빨간공룡은 어느날 부모님 몰래 나와서 멀리 여행하는 것을 생각한다. 초록공룡은 바다의 섬에 정착하는등 여행의 즐거움을 생각하고 그래서 친구인 파란공룡과 노란공룡을 데리고 여행하려는 찰나에 동생인 빨간공룡이 자기도 껴달라는 얘기를 하자 처음엔 어이없어했지만 이내에 같이 껴준다. 나무배를 타고 여행을 순조롭게 가다가 그만 폭풍우를 만나 배가 좌초됐으며 그로 인해 4명의 공룡은 거품에 쌓이고 떠내려갔는데 이후 4마리의 공룡들이 정신차려보니 어떤 외딴섬에 정착하게 된다. 이후 그 외딴섬에서 모험을 하고 외딴섬에서 적들을 쓰러뜨린뒤 다시 정든 자신들의 고향으로 귀환한다.

## 게임속의 캐릭터
보글보글 히어로 2는 총 4명의 캐릭터들이 등장하는데 남자2명과 여자2명이 등장한다.

### 보글보글 히어로의 캐릭터
초록공룡:이작품의 주인공인 공룡이며 성별은 남성인 공룡이다. 이름은 아비
파란공룡:성별은 남성인 공룡이며 초록색공룡과 친구이고 빨간권투장갑을 끼고있는게 특징이다. 이름은 패패
빨간공룡:성별은 여성인 공룡으로 초록색공룡의 동생이다. 머리에 리본을 달고있는게 특징이다. 이름은 니니
노란공룡:성별은 여성인 공룡이며 초록색공룡과 친구이고 눈에 안경을 썻으며 머리엔 꽃장식을 달고있는게 특징이다. 이름은 소진

## 보글보글 히어로2의 스테이지
보글보글 히어로 2는 총 7개의 스테이지로 구성되어있다.

## 보글보글 히어로2의 스테이지들
- 1. 숲속의 스테이지:보글보글 히어로 2의 첫번째 스테이지로 숲속이 주배경인 스테이지이다. 총 5단계가 있으며 보스는 커다란 고양이이고 첫번째 스테이지기에 난이도도 낮다.

- 2. 동굴의 스테이지:보글보글 히어로 2의 2번째 스테이지로 동굴이 주배경인 스테이지이다. 총 6단계가 있으며 보스는 커다란 박쥐가 된다.

- 3. 강가와 폭포의 스테이지: 보글보글 히어로 2의 3번째 스테이지로 강과 폭포가 주배경인 스테이지이다. 총 6단계가 있으며 보스는 커다란 용이다.

- 4. 해적선에서의 스테이지: 보글보글 히어로 2의 4번째 스테이지로 해적선과 바다가 주배경인 스테이지이다. 총 8단계가 있으며 보스는 후크선장이다.

- 5. 원주민마을에서의 스테이지: 보글보글 히어로 2의 5번째 스테이지로 원주민들이 사는 마을이 주배경인 스테이지다. 총 10단계가 있으며 보스는 거대한 원주민이다.

- 6. 밀림에서의 스테이지: 보글보글 히어로 2의 6번째 스테이지로 밀림이 주배경인 스테이지이며 이 스테이지부턴 난이도가 높다. 총 12단계까지 있으며 보스는 거대한 나무이다.

- 7. 화산에서의 스테이지: 보글보글 히어로 2의 7번째 스테이지로 마지막 스테이지인만큼 난이도가 상당히 높다. 총 15단계까지 있으며 보스는 불의 화신이다.

### 그밖의 보너스 스테이지
- 1. 농구공 넣기:보글보글 히어로 2의 보너스 스테이지로 농구공을 골대에 넣는 스테이지이다. 빨간공룡을 조작하며 골에 성공한만큼 목숨과 다른 아이템을 획득한다.

- 2. 사격겨루기:보글보글 히어로 2의 보너스 스테이지로 컴퓨터를 포함한 4명의 플레이어가 사격을 겨룬다. 점수는 많게는 100점부터 아예 점수가 없는 X의 꽝도 있으며 원판을 정확이 맞춰야한다. 제일 많은 점수를 얻은자가 승자이며 승자는 아이템을 얻는다.

- 3. 달리기:보글보글 히어로 2의 보너스 스테이지로 컴퓨터를 포함해 4명의 플레이어가 달리기 경주한다. 먼저 결승전에 도달한 플레이어가 승자이며 승자는 아이템을 얻는다.

## 보글보글 히어로 2의 아이템
보글보글 히어로 2는 아이템이 스테이지마다 다양하지만 그중에서도 모든 스테이지마다 유용한 아이템이 있는데 여기선 모든 스테이지에서 나오는 유용한 몇개의 아이템만 서술한다.
- . 시계:이것을 획득하면 스테이지가 일시적으로 멈추는 효과가 있으며 스테이지의 모든적들이 잠시 정지한다. 플레이어는 움직일수있으며 굉장히 유용한 아이템이다.

- . 곳감:이것을 획득하면 플레이어의 점수가 일반 아이템보다 많이 올라간다.

- . 보너스 스테이지 아이템:이것을 획득하면 농구,사격겨루기,달리기등의 보너스 스테이지를 할 수 있게된다.

- . 부적,별,번개,망치등등의 아이템: 이것을 획득하면 주변의 적들을 순식간에 몰살시켜준다.

- . 스케이트: 이것을 획득하면 플레이어의 움직임이 빨라진다.

- . S마크:이것을 획득하면 플레이어에게 방어막(배리어)이 생기며 많이 획득할수록 방어막(배리어)의 진이 진해지고 플레이어를 보호해준다.

- . EXTNED의 아이템:이것들을 다 획득하면 스테이지 단계를 3단계 건너뛸수있다.

이외에도 좋은 아이템들이 많으며 아이템은 많이 획득할수록 좋으니 아이템이 나오면 획득해주는 것이 좋다.

## 이외의 얘기
보글보글 히어로 2는 당대의 아이들에게 인기가 많았으며 이후에 보글보글 히어로 3가 2002년에 보글보글 히어로 4가 2004년에 출시되기도 했다.